# Tetrasejaspis
Tetrasejaspis es una familia de ácaros perteneciente al orden Mesostigmata.

## Especies
- Tetrasejaspis Sellnick, 1941
  - Tetrasejaspis baloghi Hirschmann, 1973
  - Tetrasejaspis baloghisimilis Hirschmann, 1973
  - Tetrasejaspis carlosbordoni Hutu, 1991
  - Tetrasejaspis decui Hutu, 1991
  - Tetrasejaspis dinychoides Sellnick, 1941
  - Tetrasejaspis eustructura Hirschmann, 1973
  - Tetrasejaspis kaszabi Hirschmann, 1973
  - Tetrasejaspis mahunkai Hirschmann, 1973
  - Tetrasejaspis sellnicki Hirschmann, 1973
  - Tetrasejaspis serrata Hirschmann, 1973
  - Tetrasejaspis zicsii Hirschmann, 1973